# سلواجا کواترینی
سِـلواجا کواترینی (ایتالیایی: Selvaggia Quattrini؛ زادهٔ ۲۵ ژوئن ۱۹۷۵) بازیگر و صداپیشه اهل ایتالیا است.
از فیلم‌ها یا مجموعه‌های تلویزیونی که وی در آن‌ها نقش داشته است، می‌توان به ماریانا اوکریا اشاره نمود.